# المقوقس بطريرك الإسكندرية
كورش (المقوقس)، (باليونانية: Κῦρος Ἀλεξανδρείας)‏ كان بطريرك الإسكندرية للروم الأرثوذكس في القرن السابع، وأحد واضعي عقيدة المشيئة الواحدة (مونوثيليت)  وآخر حاكم بيزنطي في مصر. وتوفي بالإسكندرية في 21 مارس 642.
أنظر أيضا: المقوقس

## أسقف فاسيس
في 620 عين أسقف فاسيس في كولخيس. في عام 626، وكله الإمبراطور البيزنطي هرقل، في اثناء حربه مع الفرس، باعداد صيغة لاهوتية لإعادة الميافيزيست في مصر إلى الكنيسة الخلقيدونية، ودعم الإمبراطورية. كانت الصيغة اللاهوتية، التي اقترحها سرجيوس (بطريرك القسطنطينية) هي حل وسط بين الخلقيدونيون واللاخلقيدونيون، وذلك بالاعتراف بالمبدأ الخلقيدوني القائل بوجود طبيعتين للمسيح، مع إبطالها عمليًا بالقول إن لديه مشيئة واحدة فقط، (ἓν θέλημα καὶ μία α). أيد كورش (المقوقس) هذه الصيغة بعد أن طمأنه سرجيوس بأن البابا هونريوس الأول قد أيدها في روما  وأن هذه الصيغة لم تكن معارضة للآباء ولا لمجمع خلقدونية وكان مقدرًا لها تحقيق نتيجة عظيمة. في المقابل قام هرقل بترقيه المقوقس إلى رئاسة كرسي الإسكندرية عام 630 في مواجهة بطريركها الإسكندرية القبطي الميافيزي.

## بطريركية الإسكندرية
بمجرد أن حاول المقوقس بطريرك الإسكندرية للروم الأرثوذكس توحيد الميافيزيون (اللاخلقيدونيون) والخلقيدونين حول صيغة الاعتراف بالمشيئة الواحدة للسيد المسيح، ثم تطورت الي الاردة الواحدة للسيد المسيح. في المجمع المحلي الكنسي الذي عقد في الإسكندرية في يونيو 633، اقترح ما يعرف باسم ميثاق الاتحاد، (πληροφορία)، وهو اتفاق من تسع بنود، والبند السابع وافق علي الاعتراف بالإرادة الواحدة للسيد المسيح. رحب الميافيزيون (اللاخلقيدونيون) بالاتفاق لكنهم أصروا علي أن الخلقيدونيون يحاولون الاقتراب من الايمان السليم عند اللاخلقيدونين، وليس اللاخلقيدونيون هم الذين يوافقون علي ما يؤمن به الخلقيدونيون. وافق الآلاف من رجال الدين والجنود والشعب مع الصيغى اللاهونية للمقوقس وتركوا الميافيزية، لكن هذا التغيير لم يدم.
كان من المأمول أن يتم إقناع البابا هونريوس الأول بصيغة الاردة الواحدة. حضر المقوقس مجمعًا آخر في قبرص تحت قيادة أركاديوس الثاني أسقف قبرص في عام 636 مع 45 أسقف،  حيث شغل منصب الوسيط وسمح لخصوم الاردة الواحدة بتقديم قضيتهم إلى الإمبراطور. عندما تلقى المقوقس استجابة الإمبراطور لصيغة الاردة الواحدة، وقعها المقوقس في 637. في نهاية المطاف، أثبتت صيغة الاردة الواحدة عدم فعاليتها، حيث تمت إدانتها في مجمع لاتران عام 649  وسرعان ما رفضت هذه الصيغة.

## دوره العسكري
عندما أصبح عمرو بن العاص (قائد عمر بن الخطاب) الذي كان معروفا لدي الرومان بأسم عمرو، مهددا لغزو وتقسيم مصر. وافق المقوقس، من أجل تجنب الحرب، علي شروط مهينة مما أغضب الإمبراطور هرقل لدرجة أنه استدعاه واتهمه بالتواطؤ مع الخلافة الراشدة. ومع ذلك، سرعان ما أعيد إلى سلطته السابقة، بسبب الحصار الوشيك للإسكندرية، لكنه لم يستطع تجنب سقوط المدينة العظيمة عام 640. وقع المقوقس علي معاهدة سلام استسلمت فيها الإسكندرية ومصر في 8 نوفمبر 641 قبل وفاته عام 642.

## كتاباته
من كورش (المقوقس) ثلاث رسائل إلى سرجيوس (بطريرك القسطنطينية) وميثاق الاتحاد، كلها محفوظة في أعمال المجمع الروماني لاتيران والمجمع المسكوني السادس (منسي، X ، 1004 ؛ الحادي عشر، 560، 562، 964).
الرسالة الأولي هو قبول ميثاق الاتحاد؛ في الرسالة الثانية يصف المقوقس حيرته بين البابا ليون وسرجيوس؛ وفي الرسالة الثالثة ورد ذكر تحويل الثيودوسيين.
المادة السابعة من ميثاق الاتحاد تنص على: «المسيح الواحد، الابن، يؤدي الأعمال الخاصة بالله والإنسان كعمل واحد خاص به، كما قال القديس ديونيسيوس».
توفي خصوم المقوقس الرئيسيين، القديس صفرونيوس، في 638 ، والقديس مكسيموس عام 662، حيث أقروا انه زور نص ديونيسيوس الذي كان يحظى باحترام كبير واستبدله بـنص أخر. وأيضا أظهروا يطلان ادعائه بدعم الآباء، وشرحوا كيف أن الطبيعة الإلهية والإنسانية للمسيح، في بعض الاحيان توصف بوصف الواحد، لأن الطبيعتان هما لنفس الشخص ويعملون في وئام تام، فلم يعد بإمكاننا حرفيا تعريفهم كطبيعتين أثنتين. لم يتفق المؤرخون على كيفية ايمان المقوقس بهذا. يعتقد البعض أنه كان، منذ البداية، مونوفيزيت في القلب. يعتقد آخرون، ولأسباب أكثر، أنه أقتيد إلى هذا اعتقاد الإرادة الواحدة للمسيح من قبل سرجيوس وهرقل.
تم إدانة كورش (المقوقس) بعد وفاته باعتباره مهرطقًا في مجمع لاتران عام 649 وفي عام 680 في المجمع المسكوني الثالث للقسطنطينية.